# Joan Tronto
Pour les articles homonymes, voir Tronto (homonymie).
Joan Tronto, née le 29 juin 1952, est une politologue, professeure de sciences politiques et féministe américaine. Elle soutient sa propre version de l'éthique du care.

## Pensée
Joan Tronto s'oppose à Platon qui affirme dans La République que le sexe ne compte pas dans les considérations intellectuelles et morales. Tronto pense au contraire que le sexe est un critère pertinent dans ces questions, parce que « la pensée et l'action morales sont façonnées par la manière dont les questions se présentent dans le quotidien de la personne humaine ».
Tronto défend sa version de l'éthique du care en dialogue avec Carol Gilligan. Cette éthique consiste à penser les rapports humains en termes relationnels et non de façon individualiste. Les êtres humains se caractérisent par un « besoin de soins ». Tronto pense que « Fondamentalement, chaque personne doit se soucier d'autrui et trouver un sens à se comporter ainsi ».
Tronto affirme qu'historiquement, les tâches de soin ont été dévolues aux femmes et aux gens « ordinaires ». Revaloriser les activités de care revient ainsi à revaloriser les activités de ces personnes. Méthodologiquement, il s'agit de « regarder depuis le bas de l'échelle », de s'intéresser par exemple à la maternité, aux métiers de l'éducation ou plus généralement au « « sale boulot » de l'existence humaine ».
Tronto reprend à Gilligan la distinction entre la « morale du soin » et la « morale de la justice », et valorise comme elle la première par rapport à la seconde. Mais Tronto n'est pas d'accord avec Gilligan pour essentialiser la morale du soin comme féminine et la morale de la justice comme masculine. Elle insiste sur le fait que des hommes « ont des dispositions pour le care », notamment dans les activités concernant la production et la protection comme la police. Mais elle ajoute que cette dimension de leurs activités est « immédiatement occultée ».
Tronto s'oppose au capitalisme car il privilégie selon elle les désirs aux besoins, et il détruit les écosystèmes. Mais elle ne s'oppose pas au « marché libre pour allouer certaines ressources ». Elle conteste la récupération du care par les conservateurs, au motif qu'ils veulent restreindre la notion de soin à la famille, au lieu de l'étendre au-delà.

## Œuvres
- avec Carol Gilligan et Arlie Hochschild, Contre l'indifférence des privilégiés. À quoi sert le care (2013).
- Un Monde vulnérable. Pour une politique du care (2009), trad. de Moral Boundaries: A Political Argument for an Ethic of Care (1993).
- Le Risque ou le Care ? (2012), trad. de Fabienne Brugère.